# USS Sicily (CVE-118)
L'USS Sicily (CVE-118) est un porte-avions d'escorte de classe Commencement Bay construit pour l'United States Navy peu après la Seconde Guerre mondiale.
Il est mis sur cale en tant que pétrolier T3 au chantier naval Todd Pacific Shipyards de San Pedro (Los Angeles), dans l'État de Californie (États-Unis) le 23 octobre 1944. Converti en porte-avions d'escorte, il est lancé le 14 avril 1945 et admis au service actif le 27 février 1946. Le CVE-118 est le seul navire de l'US Navy nommé en l'honneur de l'île italienne qui a été le site d'une opération majeure au cours de la Seconde Guerre mondiale.

## Historique

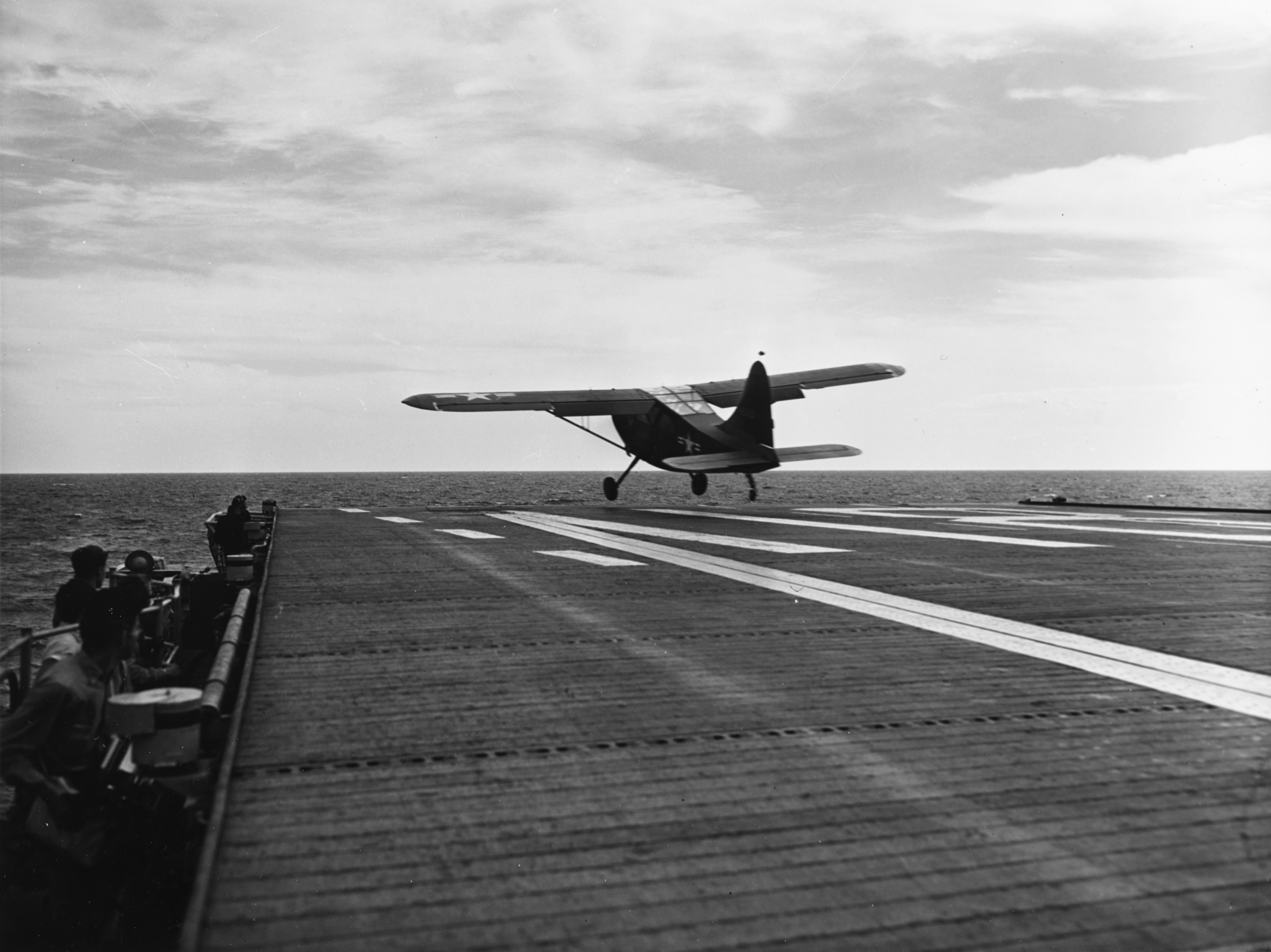
Un avion d'observation Stinson L-5 Sentinel décollant du Sicily au début de la guerre de Corée (22 septembre 1950).

Le Sicily rejoint la flotte de l'Atlantique et sert jusqu'en avril 1950, date à laquelle il retourne dans le Pacifique. Lorsque la guerre de Corée débute, il est envoyé dans le Pacifique occidental pour fournir un soutien anti-sous-marin. Il appuie les forces terrestres défendant le périmètre de Pusan et les débarquements d'Inchon. Il alterne entre un soutien anti-sous-marin et participe aux opérations terrestres jusqu'à la fin de son premier déploiement en 1951.
Le Sicily effectue deux autres déploiements dans la zone de combat en 1951 et 1952, offrant divers types de soutien et s'impliquant dans des opérations de combat à divers endroits. Au cours du second déploiement, le navire était responsable de l’exploitation des hélicoptères de la marine afin d’expérimenter les techniques d’enveloppement vertical.
Après la fin de la guerre, le navire fait route vers les États-Unis qu'il atteint en 1954. Il est désarmé et placé dans la flotte de la réserve du Pacifique, avant d'être vendu pour démolition en novembre 1960.

## Décorations
Le Sicily a reçu cinq Battle stars pour son service pendant la guerre de Corée.